# Не бях аз
„Не бях аз“ (на английски: I Didn't Do It) е американски комедиен телевизионен сериал чиято премиера е на 17 януари 2014 г. и завършва на 16 октомври 2015 г. Сериалът е създаден от Тод Химел и Джош Силвърщайн и с участието на Оливия Холт,Остин Норт, Пайпър Кърда, Пейтън Кларк, Сара Гилман.
Сериалът проследява близнаците-брат-сестра Линди и Логан Уотсън, както и тримата им най-добри приятели, Жасмин, Гарет и Делия, когато започват първата си година в гимназията в Дитка Всеки епизод през първия сезон започва с комедийна ситуация „какво точно се е случило“, последвана от историята, разказана в ретроспекции. Тази концепция беше изоставена през втория сезон.

## Епизоди
| Сезон | Епизоди | Първи епизод     | Последен епизод  |
| ----- | ------- | ---------------- | ---------------- |
| 1     | 20      | Януари 17 2014   | 7 декември 2014  |
| 2     | 19      | Февруари 15 2015 | 16 октомври 2015 |
|       |         |                  |                  |

## Актьорски състав и герои
- Оливия Холт – Линди Уотсън
- Остин Норт – Логан Уотсън
- Пайпър Курда – Джазмин Канг
- Пейтън Кларк – Гарет Спенгър
- Сара Гилман – Делия Делфано

|  | Тази страница частично или изцяло представлява превод на страницата Didn't Do It (TV series) в Уикипедия на английски. Оригиналният текст, както и този превод, са защитени от Лиценза „Криейтив Комънс – Признание – Споделяне на споделеното“, а за съдържание, създадено преди юни 2009 година – от Лиценза за свободна документация на ГНУ. Прегледайте историята на редакциите на оригиналната страница, както и на преводната страница, за да видите списъка на съавторите. ВАЖНО: Този шаблон се отнася единствено до авторските права върху съдържанието на статията. Добавянето му не отменя изискването да се посочват конкретни източници на твърденията, които да бъдат благонадеждни. |